# Kyōichi Tachikawa
 Kyōichi Tachikawa (立川 京一, Tachikawa Kyōichi, né en 1966) à Tokyo est un historien japonais spécialisé dans l'histoire militaire de la politique internationale, en particulier l'Indochine française. Il est diplômé du département de langues étrangères de l'université Sophia. Il est actuellement employé auprès du ministère japonais de la Défense où il effectue des recherches sur l'histoire militaire.